# Yamanaka Ryoji
Ryoji Yamanaka (sinh ngày 19 tháng 4 năm 1983) là một cầu thủ bóng đá người Nhật Bản.

## Sự nghiệp câu lạc bộ
Ryoji Yamanaka đã từng chơi cho Mito HollyHock.